# Trichoglottis apoensis
Trichoglottis apoensis là một loài thực vật có hoa trong họ Lan. Loài này được T.Hashim. miêu tả khoa học đầu tiên năm 1991.